# Campeonato de Fútbol Playa de la AFC 2013
El Campeonato de Fútbol Playa de la AFC se disputó del 22 al 26 de enero de ese mismo año en la playa de Katara, Catar. La confederación dispuso de tres cupos directos para la Copa Mundial de Fútbol Playa FIFA 2013, que se disputó en Papeete, en la Polinesia Francesa, que está inscrita a la FIFA bajo el nombre de Tahití.
La selección de Irán ganó por primera vez el torneo, mientras que los otros clasificados fueron Japón y los Emiratos Árabes Unidos.

## Equipos participantes
Participaron dieciséis selecciones nacionales en el evento, por lo que fue el mayor número en la historia de la clasificación asiática. Originalmente eran trece las selecciones participantes, pero fueron agregadas otras tres (Afganistán, Filipinas y Tailandia), ya que hubo una petición para que el plazo de inscripción fuera extendido.
| Equipos participantes | Equipos participantes  | Equipos participantes | Equipos participantes |
| --------------------- | ---------------------- | --------------------- | --------------------- |
| Afganistán            | Catar                  | Irak                  | Omán                  |
| Arabia Saudita        | China                  | Irán                  | Palestina             |
| Australia             | Emiratos Árabes Unidos | Japón                 | Tailandia             |
| Baréin                | Filipinas              | Líbano                | Uzbekistán            |

## Sistema de competencia
En la primera ronda del torneo, los dieciséis equipos participantes se divideron en cuatro grupos, los cuales jugaron bajo el sistema de todos contra todos. Los primeros lugares de cada grupo clasificaron a la siguiente ronda.
En la segunda ronda los cuatro equipos clasificados fueron emparejados. Los ganadores de cada encuentro clasificaron a la copa mundial, mientras que los perdedores decidieron el tercer clasificado para dicho evento. Además, hubo emparejamientos de eliminación directa para decidir el quinto, noveno y decimotercer puesto.

## Calendario y resultados

### Primera fase

#### Grupo A
| Equipo     | Pts | PJ | PG | PG+ | PP | GF | GC | Dif |
| ---------- | --- | -- | -- | --- | -- | -- | -- | --- |
| Australia  | 8   | 3  | 2  | 1   | 0  | 15 | 11 | 4   |
| Omán       | 3   | 3  | 1  | 0   | 2  | 12 | 9  | 3   |
| Catar      | 3   | 3  | 1  | 0   | 2  | 9  | 11 | -2  |
| Afganistán | 3   | 3  | 1  | 0   | 2  | 11 | 16 | -5  |

| Fecha               | Lugar           |            |                       | Resultado           |                       |            |
| ------------------- | --------------- | ---------- | --------------------- | ------------------- | --------------------- | ---------- |
| 22 de enero de 2013 | Playa de Katara | Omán       | Bandera de Omán       | 4:6                 | Bandera de Australia  | Australia  |
| 22 de enero de 2013 | Playa de Katara | Afganistán | Bandera de Afganistán | 7:3                 | Bandera de Catar      | Catar      |
| 23 de enero de 2013 | Playa de Katara | Omán       | Bandera de Omán       | 7:0                 | Bandera de Afganistán | Afganistán |
| 23 de enero de 2013 | Playa de Katara | Catar      | Bandera de Catar      | 3:3 (0:0, 3:4 pen.) | Bandera de Australia  | Australia  |
| 24 de enero de 2013 | Playa de Katara | Australia  | Bandera de Australia  | 6:4                 | Bandera de Afganistán | Afganistán |
| 24 de enero de 2013 | Playa de Katara | Catar      | Bandera de Catar      | 3:1                 | Bandera de Omán       | Omán       |

#### Grupo B
| Equipo    | Pts | PJ | PG | PG+ | PP | GF | GC | Dif |
| --------- | --- | -- | -- | --- | -- | -- | -- | --- |
| Japón     | 9   | 3  | 3  | 0   | 0  | 15 | 8  | 7   |
| Líbano    | 6   | 3  | 2  | 0   | 1  | 16 | 13 | 3   |
| Baréin    | 2   | 3  | 0  | 1   | 2  | 6  | 11 | -5  |
| Tailandia | 0   | 3  | 0  | 0   | 3  | 6  | 11 | -5  |

| Fecha               | Lugar           |           |                      | Resultado           |                      |           |
| ------------------- | --------------- | --------- | -------------------- | ------------------- | -------------------- | --------- |
| 22 de enero de 2013 | Playa de Katara | Baréin    | Bandera de Baréin    | 3:5                 | Bandera de Líbano    | Líbano    |
| 22 de enero de 2013 | Playa de Katara | Tailandia | Bandera de Tailandia | 1:4                 | Bandera de Japón     | Japón     |
| 23 de enero de 2013 | Playa de Katara | Baréin    | Bandera de Baréin    | 1:1 (0:0, 1:0 pen.) | Bandera de Tailandia | Tailandia |
| 23 de enero de 2013 | Playa de Katara | Japón     | Bandera de Japón     | 6:5                 | Bandera de Líbano    | Líbano    |
| 24 de enero de 2013 | Playa de Katara | Líbano    | Bandera de Líbano    | 6:4                 | Bandera de Tailandia | Tailandia |
| 24 de enero de 2013 | Playa de Katara | Japón     | Bandera de Japón     | 5:2                 | Bandera de Baréin    | Baréin    |

#### Grupo C
| Equipo                 | Pts | PJ | PG | PG+ | PP | GF | GC | Dif |
| ---------------------- | --- | -- | -- | --- | -- | -- | -- | --- |
| Emiratos Árabes Unidos | 9   | 3  | 3  | 0   | 0  | 18 | 6  | 12  |
| Palestina              | 6   | 3  | 2  | 0   | 1  | 16 | 12 | 4   |
| Arabia Saudita         | 3   | 3  | 1  | 0   | 2  | 13 | 20 | -7  |
| Uzbekistán             | 0   | 3  | 0  | 0   | 3  | 12 | 21 | -9  |

| Fecha               | Lugar           |                        |                                   | Resultado |                                   |                        |
| ------------------- | --------------- | ---------------------- | --------------------------------- | --------- | --------------------------------- | ---------------------- |
| 22 de enero de 2013 | Playa de Katara | Arabia Saudita         | Bandera de Arabia Saudita         | 3:6       | Bandera de Emiratos Árabes Unidos | Emiratos Árabes Unidos |
| 22 de enero de 2013 | Playa de Katara | Uzbekistán             | Bandera de Uzbekistán             | 5:6       | Bandera de Palestina              | Palestina              |
| 23 de enero de 2013 | Playa de Katara | Emiratos Árabes Unidos | Bandera de Emiratos Árabes Unidos | 5:2       | Bandera de Palestina              | Palestina              |
| 23 de enero de 2013 | Playa de Katara | Uzbekistán             | Bandera de Uzbekistán             | 6:8       | Bandera de Arabia Saudita         | Arabia Saudita         |
| 24 de enero de 2013 | Playa de Katara | Palestina              | Bandera de Palestina              | 8:2       | Bandera de Arabia Saudita         | Arabia Saudita         |
| 24 de enero de 2013 | Playa de Katara | Emiratos Árabes Unidos | Bandera de Emiratos Árabes Unidos | 7:1       | Bandera de Uzbekistán             | Uzbekistán             |

#### Grupo D
| Equipo    | Pts | PJ | PG | PG+ | PP | GF | GC | Dif |
| --------- | --- | -- | -- | --- | -- | -- | -- | --- |
| Irán      | 9   | 3  | 3  | 0   | 0  | 34 | 5  | 29  |
| China     | 6   | 3  | 2  | 0   | 1  | 21 | 8  | 13  |
| Irak      | 3   | 3  | 1  | 0   | 2  | 12 | 18 | -6  |
| Filipinas | 0   | 3  | 0  | 0   | 3  | 1  | 37 | -36 |

| Fecha               | Lugar           |           |                                       | Resultado |                                       |           |
| ------------------- | --------------- | --------- | ------------------------------------- | --------- | ------------------------------------- | --------- |
| 22 de enero de 2013 | Playa de Katara | Filipinas | Bandera de Filipinas                  | 0:20      | Bandera de Irán                       | Irán      |
| 22 de enero de 2013 | Playa de Katara | China     | Bandera de la República Popular China | 8:3       | Bandera de Irak                       | Irak      |
| 23 de enero de 2013 | Playa de Katara | Irán      | Bandera de Irán                       | 10:3      | Bandera de Irak                       | Irak      |
| 23 de enero de 2013 | Playa de Katara | China     | Bandera de la República Popular China | 11:1      | Bandera de Filipinas                  | Filipinas |
| 24 de enero de 2013 | Playa de Katara | Irak      | Bandera de Irak                       | 6:0       | Bandera de Filipinas                  | Filipinas |
| 24 de enero de 2013 | Playa de Katara | Irán      | Bandera de Irán                       | 4:2       | Bandera de la República Popular China | China     |

### Segunda fase

#### Decimotercer lugar
|  | Semifinales | Semifinales |   |           | Final        | Final       |  |
|  | 25 de enero | 25 de enero |   |           | 26 de enero  | 26 de enero |  |
|  |             |             |   |           |              |             |  |
|  | Reporte     |             |   |           |              |             |  |
|  | Filipinas   | 2           |   |           |              |             |  |
|  | Uzbekistán  | 8           |   |           |              |             |  |
|  |             |             |   |           |              |             |  |
|  |             |             |   |           | Reporte      |             |  |
|  |             |             |   |           | Uzbekistán   | 3           |  |
|  |             | Tailandia   | 4 |           |              |             |  |
|  |             |             |   |           |              |             |  |
|  |             |             |   |           |              |             |  |
|  |             |             |   |           | Tercer lugar |             |  |
|  | Reporte     | Reporte     |   | Reporte   | Reporte      |             |  |
|  | Catar       | 2           |   | Filipinas | 3            |             |  |
|  | Tailandia   | 5           |   |           | Catar        | 8           |  |

#### Noveno lugar
|  | Semifinales    | Semifinales |   |                | Final        | Final       |  |
|  | 25 de enero    | 25 de enero |   |                | 26 de enero  | 26 de enero |  |
|  |                |             |   |                |              |             |  |
|  | Reporte        |             |   |                |              |             |  |
|  | Irak           | 3           |   |                |              |             |  |
|  | Arabia Saudita | 2           |   |                |              |             |  |
|  |                |             |   |                |              |             |  |
|  |                |             |   |                | Reporte      |             |  |
|  |                |             |   |                | Irak         | 1           |  |
|  |                | Baréin      | 2 |                |              |             |  |
|  |                |             |   |                |              |             |  |
|  |                |             |   |                |              |             |  |
|  |                |             |   |                | Tercer lugar |             |  |
|  | Reporte        | Reporte     |   | Cancelado      | Cancelado    |             |  |
|  | Afganistán     | 2           |   | Arabia Saudita | -            |             |  |
|  | Baréin         | 5           |   |                | Afganistán   | -           |  |

#### Quinto lugar
|  | Semifinales | Semifinales |   |         | Final        | Final       |  |
|  | 25 de enero | 25 de enero |   |         | 26 de enero  | 26 de enero |  |
|  |             |             |   |         |              |             |  |
|  | Reporte     |             |   |         |              |             |  |
|  | China       | 2           |   |         |              |             |  |
|  | Palestina   | 5           |   |         |              |             |  |
|  |             |             |   |         |              |             |  |
|  |             |             |   |         | Reporte      |             |  |
|  |             |             |   |         | Palestina    | 3           |  |
|  |             | Omán        | 6 |         |              |             |  |
|  |             |             |   |         |              |             |  |
|  |             |             |   |         |              |             |  |
|  |             |             |   |         | Tercer lugar |             |  |
|  | Reporte     | Reporte     |   | Reporte | Reporte      |             |  |
|  | Omán        | 1           |   | China   | 10           |             |  |
|  | Líbano      | 0           |   |         | Líbano       | 5           |  |

#### Ronda final de clasificación para la copa del mundo
|  | Semifinales            | Semifinales |       |                        | Final        | Final       |  |
|  | 25 de enero            | 25 de enero |       |                        | 26 de enero  | 26 de enero |  |
|  |                        |             |       |                        |              |             |  |
|  | Reporte                |             |       |                        |              |             |  |
|  | Irán                   | 3           |       |                        |              |             |  |
|  | Emiratos Árabes Unidos | 2           |       |                        |              |             |  |
|  |                        |             |       |                        |              |             |  |
|  |                        |             |       |                        | Reporte      |             |  |
|  |                        |             |       |                        | Irán (pen.)  | 6 (5)       |  |
|  |                        | Japón       | 6 (4) |                        |              |             |  |
|  |                        |             |       |                        |              |             |  |
|  |                        |             |       |                        |              |             |  |
|  |                        |             |       |                        | Tercer lugar |             |  |
|  | Reporte                | Reporte     |       | Reporte                | Reporte      |             |  |
|  | Australia              | 1           |       | Emiratos Árabes Unidos | 3            |             |  |
|  | Japón                  | 2           |       |                        | Australia    | 2           |  |

##### Semifinales
| 25 de enero | Irán | 3:2                       | Emiratos Árabes Unidos |  |  |
|             |      | ( 1:0, 1:1, 1:1 ) Reporte |                        |  |  |

| 25 de enero | Australia | 1:2                       | Japón |  |  |
|             |           | ( 0:0, 0:0, 1:2 ) Reporte |       |  |  |

##### Tercer lugar
| 26 de enero | Emiratos Árabes Unidos | 3:2                        | Australia |  |  |
|             |                        | ( 2:1, 0:0, 1:1, ) Reporte |           |  |  |

##### Final
| 26 de enero | Irán | 6:6 (5:4 p.)                   | Japón |  |  |
|             |      | ( 1:3, 2:2, 3:1, 0:0 ) Reporte |       |  |  |

|              |
| Campeón Irán |

## Estadísticas

### Tabla general
| Pos. | Equipo                 | Pts | PJ | PG | PG+ | PP | GF | GC | Dif |
| ---- | ---------------------- | --- | -- | -- | --- | -- | -- | -- | --- |
| 1    | Irán                   | 14  | 5  | 4  | 1   | 0  | 43 | 13 | 30  |
| 2    | Japón                  | 12  | 5  | 4  | 0   | 1  | 23 | 15 | 8   |
| 3    | Emiratos Árabes Unidos | 12  | 5  | 4  | 0   | 1  | 23 | 11 | 12  |
| 4    | Australia              | 8   | 5  | 2  | 1   | 2  | 18 | 16 | 2   |
| 5    | Omán                   | 9   | 5  | 3  | 0   | 2  | 19 | 12 | 7   |
| 6    | China                  | 9   | 5  | 3  | 0   | 2  | 33 | 18 | 15  |
| 7    | Palestina              | 9   | 5  | 3  | 0   | 2  | 24 | 20 | 4   |
| 8    | Líbano                 | 6   | 5  | 2  | 0   | 3  | 21 | 24 | -3  |
| 9    | Baréin                 | 8   | 5  | 2  | 1   | 2  | 13 | 14 | -1  |
| 10   | Irak                   | 6   | 5  | 2  | 0   | 3  | 16 | 22 | -6  |
| 11   | Arabia Saudita         | 3   | 4  | 1  | 0   | 3  | 15 | 23 | -8  |
| 12   | Afganistán             | 3   | 4  | 1  | 0   | 3  | 13 | 21 | -8  |
| 13   | Tailandia              | 6   | 5  | 2  | 0   | 3  | 12 | 16 | -4  |
| 14   | Catar                  | 6   | 5  | 2  | 0   | 3  | 19 | 19 | 0   |
| 15   | Uzbekistán             | 3   | 5  | 1  | 0   | 4  | 23 | 27 | -4  |
| 16   | Filipinas              | 0   | 5  | 0  | 0   | 5  | 6  | 53 | -47 |

## Clasificados
| Bandera de Irán | Bandera de Japón | Bandera de Emiratos Árabes Unidos |
| Irán            | Japón            | Emiratos Árabes Unidos            |
| --------------- | ---------------- | --------------------------------- |